# Pavlivka, Jașkiv
Pavlivka (în ucraineană Павлівка) este o comună în raionul Jașkiv, regiunea Cerkasî, Ucraina, formată numai din satul de reședință.

## Demografie
Componența lingvistică a comunei Pavlivka
     Ucraineană (98,61%)
     Rusă (1,39%)
Conform recensământului din 2001, majoritatea populației comunei Pavlivka era vorbitoare de ucraineană (98,61%), existând în minoritate și vorbitori de rusă (1,39%).